# Las palabras de Max
Las palabras de Max (What Max Said segons el seu títol en anglès) és una pel·lícula espanyola dirigida per Emilio Martínez-Lázaro. Va obtenir l'Os d'Or del Festival de Berlín en 1978. Es va estrenar a Espanya l'1 de juny de 1978. És el primer llargmetratge en solitari del seu director després de participar en Pastel de sangre (1971).

## Argument
La pel·lícula se centra en la vida de Max (Ignacio Fernández de Castro) un sociòleg a la cinquantena, separat que viu amb la seva filla adolescent (Gracia Querejeta).

## Repartiment
La pel·lícula va suposar el debut en la interpretació del sociòleg Ignacio Fernández de Castro i de Gracia Querejeta, que en el moment del rodatge tenia 14 anys. Posteriorment cap dels dos va tornar a posar-se davant d'una càmera per exercir d'actor. El repartiment principal de la pel·lícula el completen Myriam De Maeztu, Cecilia Vila-real, Héctor Alterio i María de la Riva.

## Premis i nominacions
Festival de Berlín
| Any  | Categoria | Pel·lícula          | Resultat |
| ---- | --------- | ------------------- | -------- |
| 1978 | Os d'Or   | Les palabras de Max |          |